# Окружная (станция метро)
«Окружна́я» — станция Московского метрополитена на Люблинско-Дмитровской линии. Расположена на границе Тимирязевского района (САО) и района Марфино (СВАО). Открыта 22 марта 2018 года в составе участка «Петровско-Разумовская» — «Селигерская». Пилонная трёхсводчатая станция глубокого заложения с одной островной платформой. Наряду со станциями «Верхние Лихоборы» и «Фонвизинская» занимает третье место по глубине заложения (65 метров) после станций «Парк Победы» и «Марьина Роща» (Большой Кольцевой линии) среди московских станций метро. Первоначально был открыт только один южный вестибюль, а 3 ноября 2022 года открылся второй северный вестибюль станции. Он интегрирован в транспортно-пересадочный узел «Окружная», через который возможна пересадка на одноимённые платформу МЦК и платформу пригородных электропоездов, входящую в состав линии МЦД-1, а также иные виды наземного общественного транспорта.

## История
Название станции было утверждено 24 июня 2008 года постановлением Правительства Москвы на основании предложения городской межведомственной комиссии по наименованию территориальных единиц, улиц и станций метрополитена.
Весной 2011 года были ликвидированы автостоянка и автодром между Гостиничным проездом и Савёловским направлением Московской железной дороги. В июле того же года освоена стройплощадка под южный подземный вестибюль станции.

### Открытие
Изначально планировалось открыть станцию в 2014 году. Однако в дальнейшем строители столкнулись с большим объёмом работ и техническими сложностями, связанными с наличием плывуна, поэтому открытие станции многократно откладывалось.
Северный вестибюль открыт 3 ноября 2022 года.

### Строительство
АО «Мосинжпроект» — управляющая компания по строительству станции метро.
- 29 октября 2013 года с помощью ТПМК «Валентина» была начата проходка тоннеля от будущего депо «Лихоборы» до станции «Окружная»[12].
- 26 января 2015 года ТПМК «Валентина» завершил проходку тоннеля соединительной ветки в депо «Лихоборы» и участка правого перегонного тоннеля между станциями «Верхние Лихоборы» и «Окружная»[13].
- В середине марта 2015 года завершилась проходка южного наклонного хода[источник не указан 2183 дня].
- 5 декабря 2015 года при строительстве в результате взрыва погиб рабочий[14].
- 1 июня 2016 года на станции завершено строительство тоннелей для трёх залов станции — центрального и двух боковых[15].
- 29 августа 2016 года станция была готова на 30 %[16].
- 11 июня 2017 года для строительства северного вестибюля был перекрыт участок Локомотивного проезда от 3-й Нижнелихоборской улицы до Станционной улицы[17].
- 1 августа 2017 года на станции началось сооружение платформы[18].
- 11 сентября 2017 года на станции начались архитектурно-отделочные работы[19].
- На 20 октября 2017 года гидроизоляция тоннелей была выполнена на 70 %, велись монолитные и отделочные работы[20], шло строительство вестибюля.
- 9 января 2018 года был произведён технический пуск участка[21].
- Станция была открыта 22 марта 2018 года в составе участка «Петровско-Разумовская» — «Селигерская», в результате ввода в эксплуатацию которого в Московском метрополитене стало 215 станций[22].
- 15 января 2019 года в тоннеле между станциями «Окружная» и «Верхние Лихоборы» произошло подтопление, движение останавливалось. Основная версия, что течь возникла в связи со строительством второго вестибюля станции[23].
- 13 марта 2022 года — готова в монолите бо́льшая часть плиты верхнего перекрытия второго (северного) вестибюля[24].
- 3 ноября 2022 года был открыт второй (северный) вестибюль[11].

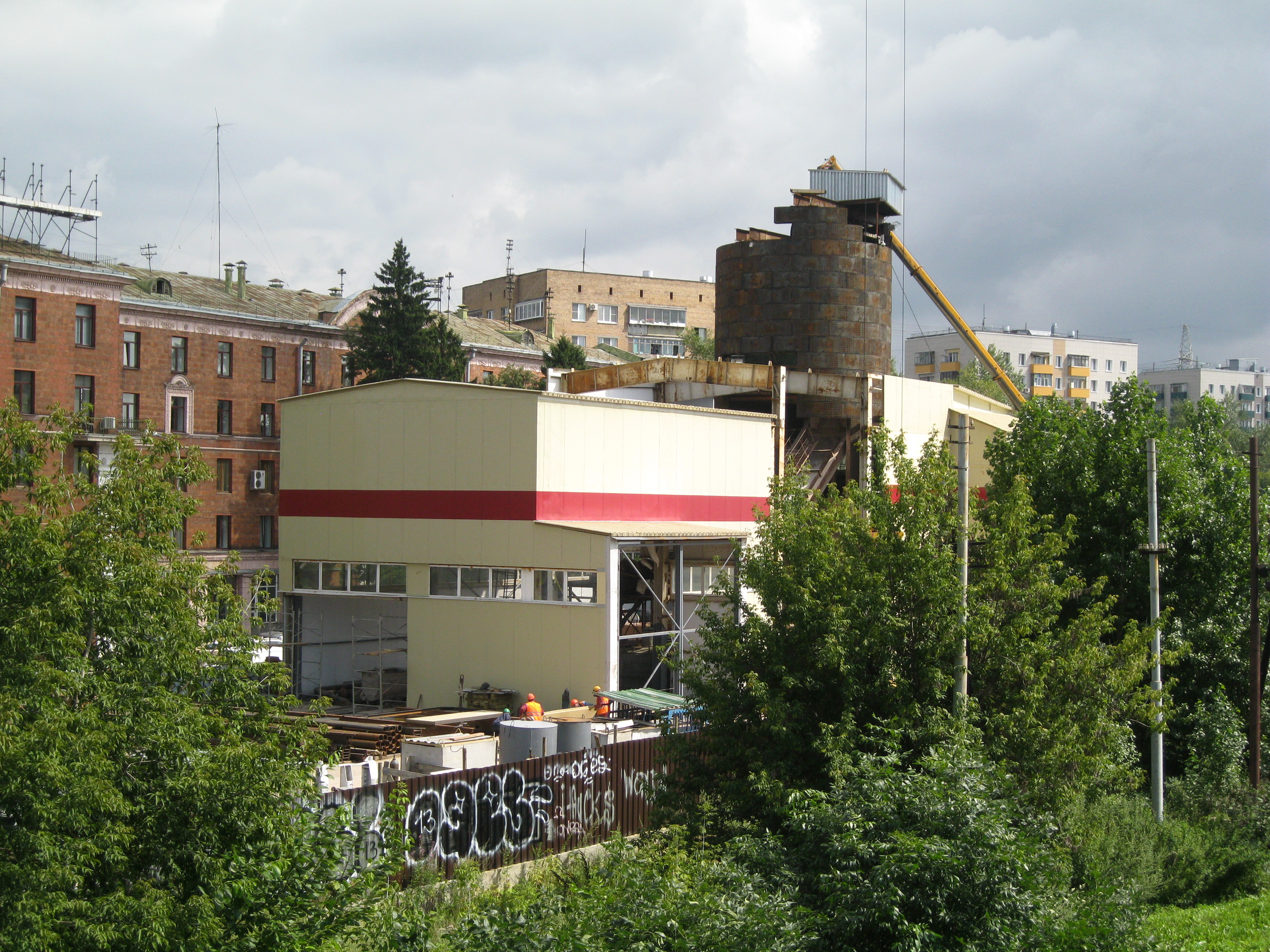
Буровая шахтного ствола в Гостиничном проезде. 30 июля 2013 года

## Расположение и вестибюли

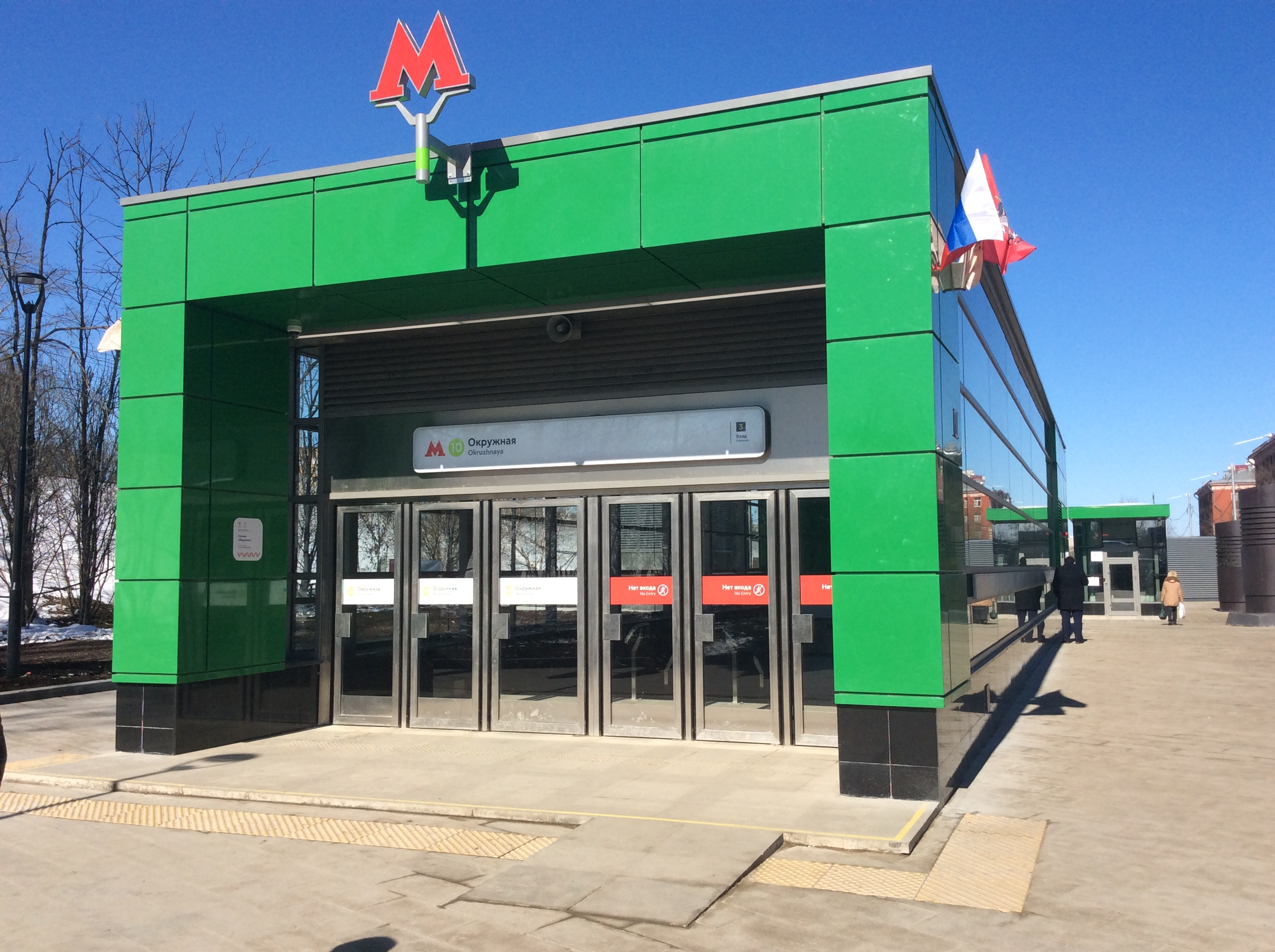
Южный вестибюль станции

Станция располагается на севере Тимирязевского района Москвы, параллельно Локомотивному проезду, у платформы Окружная Савёловского направления Московской железной дороги. У станции изначально было запланировано два вестибюля, из которых длительное время работал только южный (с выходом на Гостиничный проезд), открытый одновременно со станцией 22 марта 2018 года. Северный вестибюль открыт 3 ноября 2022 года; он встроен в «транспортно-пересадочный узел (ТПУ) Окружная» с выходами к одноимённым платформам Савёловского направления и МЦК, на Локомотивный проезд и Станционную улицу.

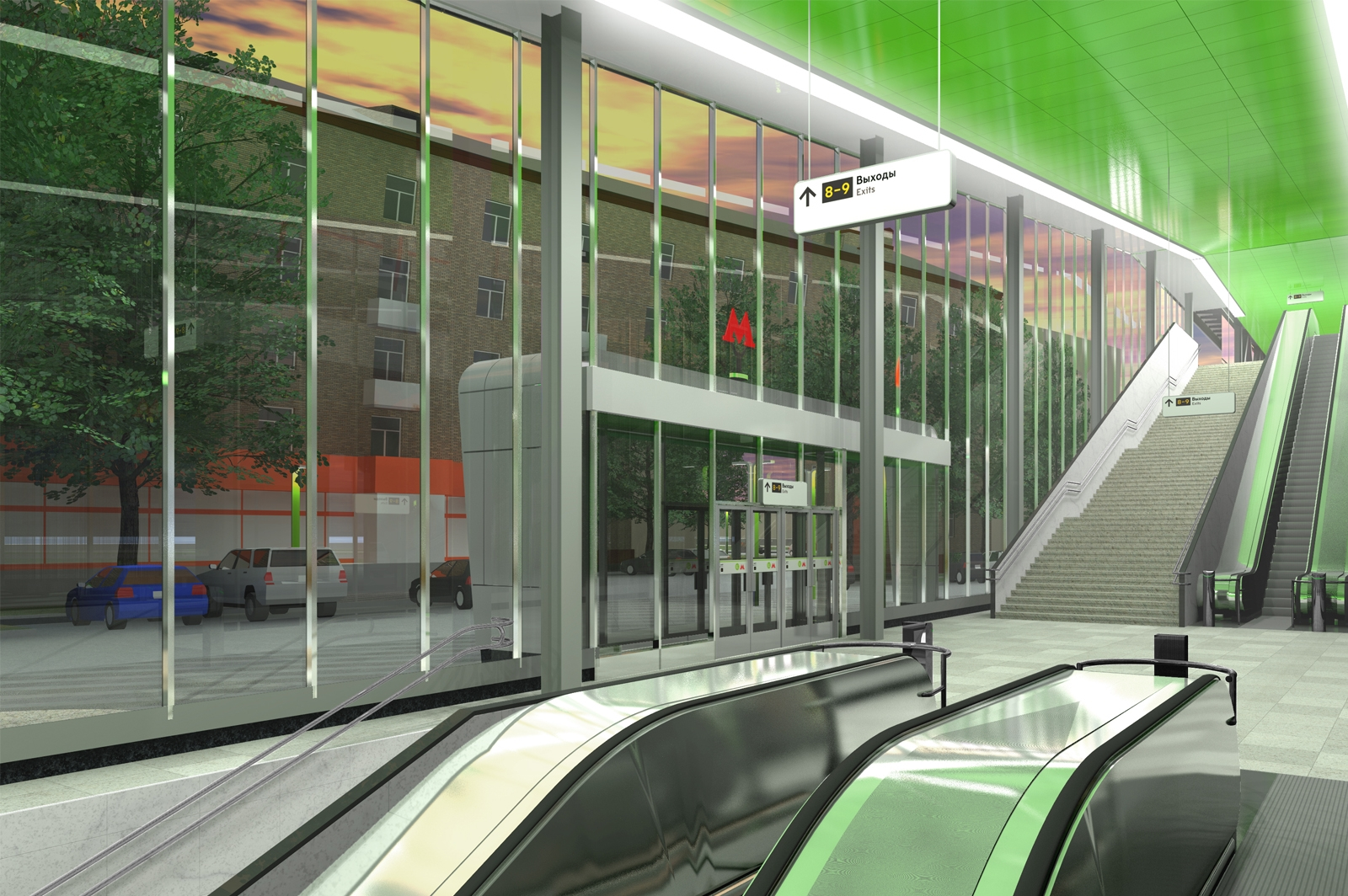
Северный вестибюль станции (проект)

Проект оформления северного вестибюля был утверждён Москомархитектурой в феврале 2018 года. Особенностью интерьера вестибюля станет преобладание элементов круглой формы — таковыми станут колонны, светящийся подвесной потолок в зоне касс и встроенные светильники. Фасад вестибюля будет стеклянным, козырёк и торцы получат салатовый цвет по цвету линии метро. От входа в вестибюль к эскалаторам будет вести светящаяся галерея, вдоль стен которой расположится более десятка декоративных панно высотой по 1,5 метра со встроенными белыми светодиодами.

## Путевое развитие
На перегоне к станции «Верхние Лихоборы» с юга от главных путей отходят соединительные ветви в электродепо «Лихоборы», расположенное возле платформы Лихоборы Ленинградского направления Октябрьской железной дороги.

## Архитектура и оформление
Пилонная трёхсводчатая станция глубокого заложения. Все станции участка «Бутырская» — «Верхние Лихоборы» выполнены в едином стиле: пилоны со стороны центрального зала облицовывают белым саянским мрамором, со стороны боковых залов — цветным. Для каждой из станций выбран свой мрамор, у «Окружной» это золотисто-жёлтый «Джалло Реале». Кроме того, в отделке использован гранит серых и чёрных тонов. По задумке архитекторов, интерьеры напоминают о Савёловском направлении железной дороги, проходящем поблизости. Его образ воссоздали, оформив потолок «Окружной» пятью линиями светильников на ажурной конструкции. Архитекторы — Н. И. Шумаков, А. В. Некрасов, Г. С. Мун, В. З. Филиппов.

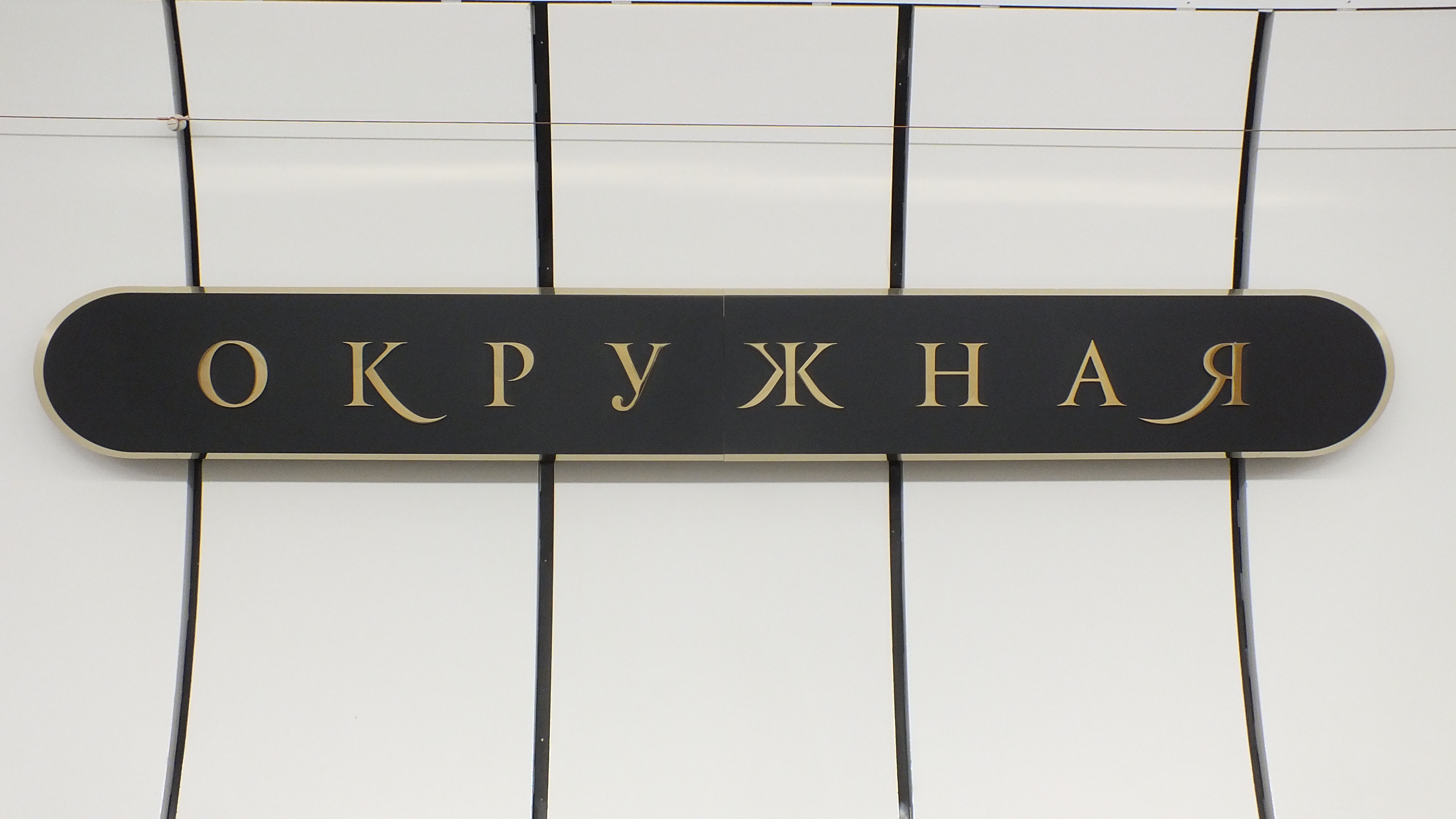
Название на путевой стене
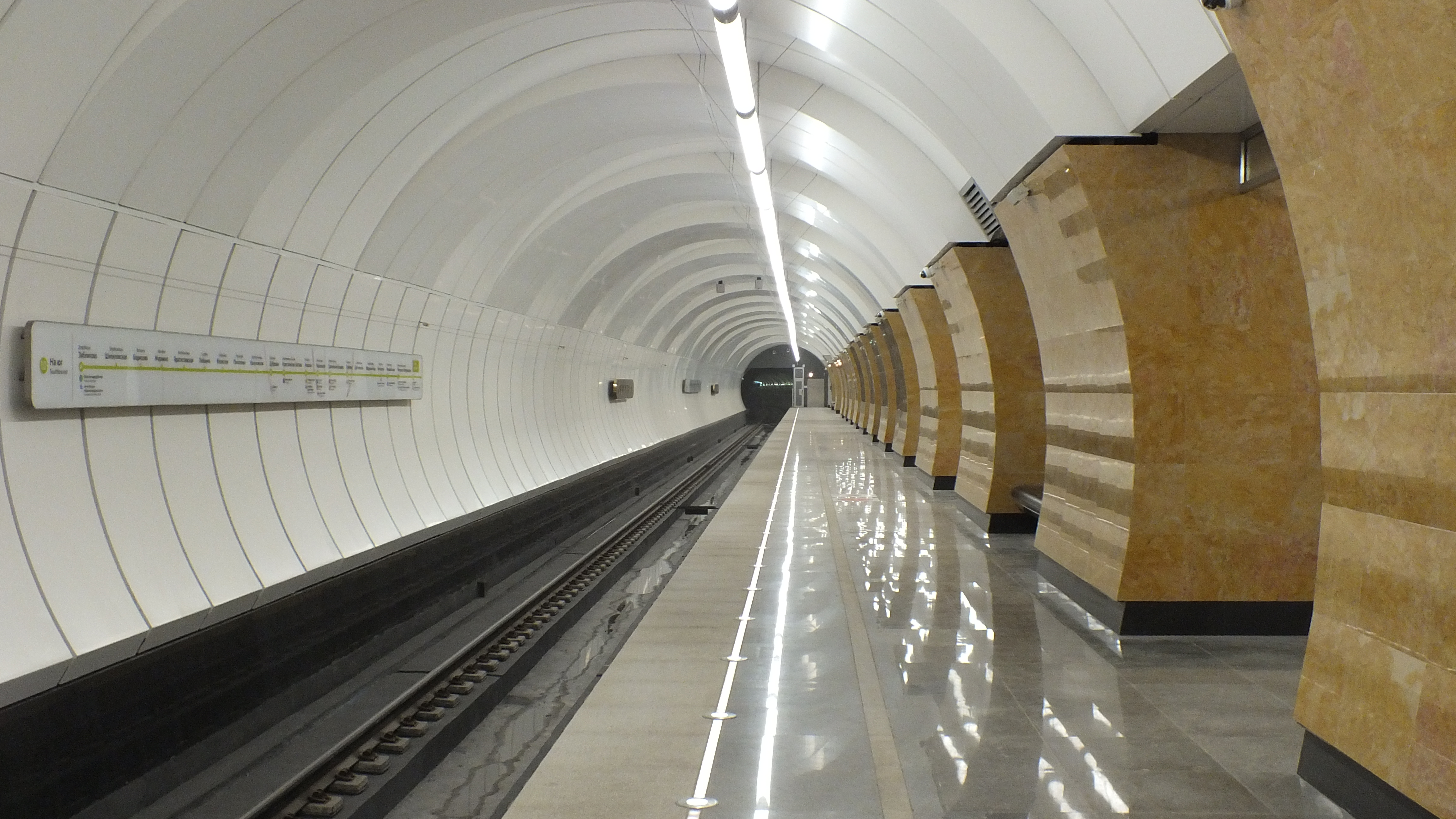
Оформление колонн со стороны бокового зала
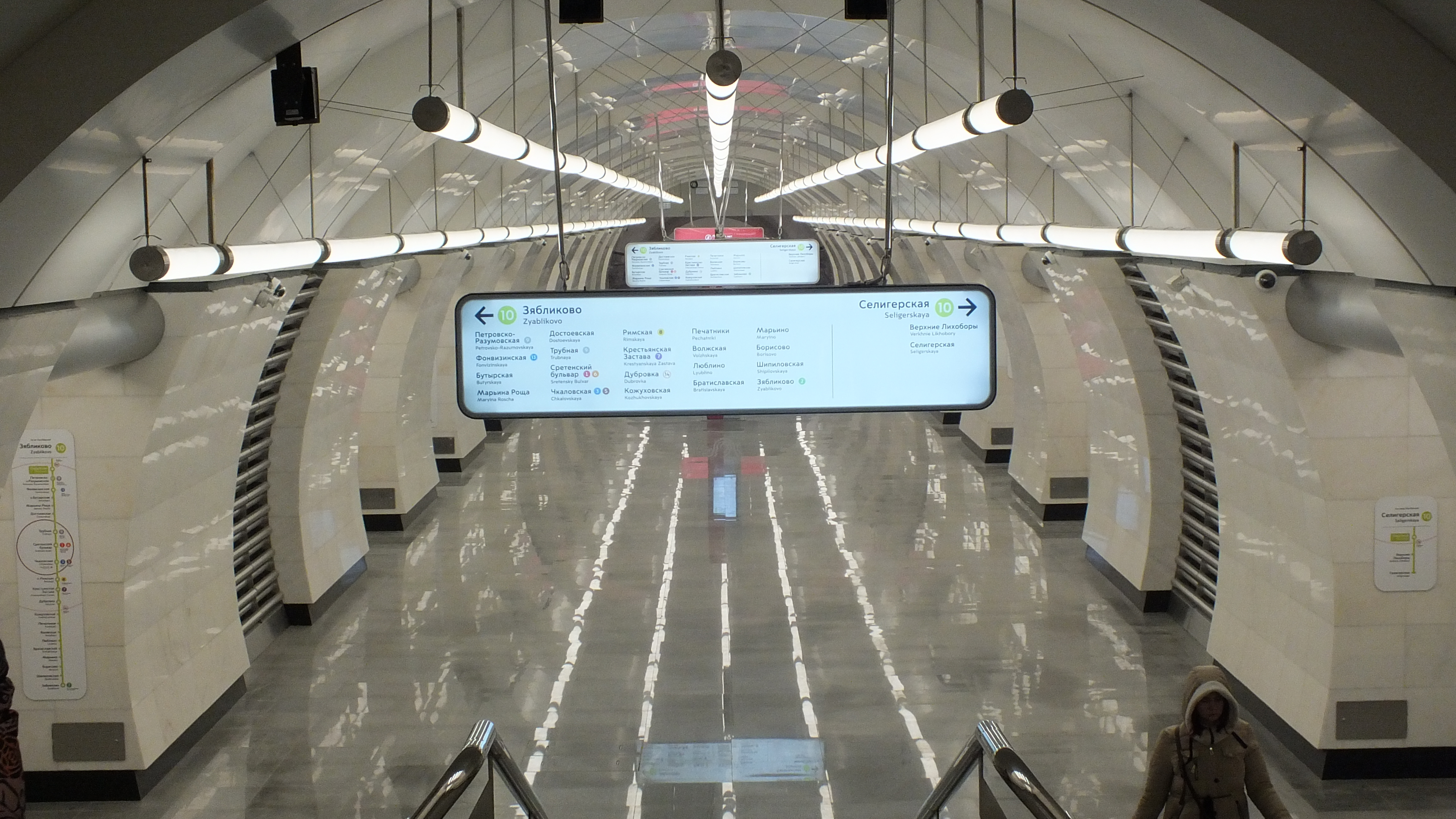
Вид на осветительную конструкцию с лестничного перехода
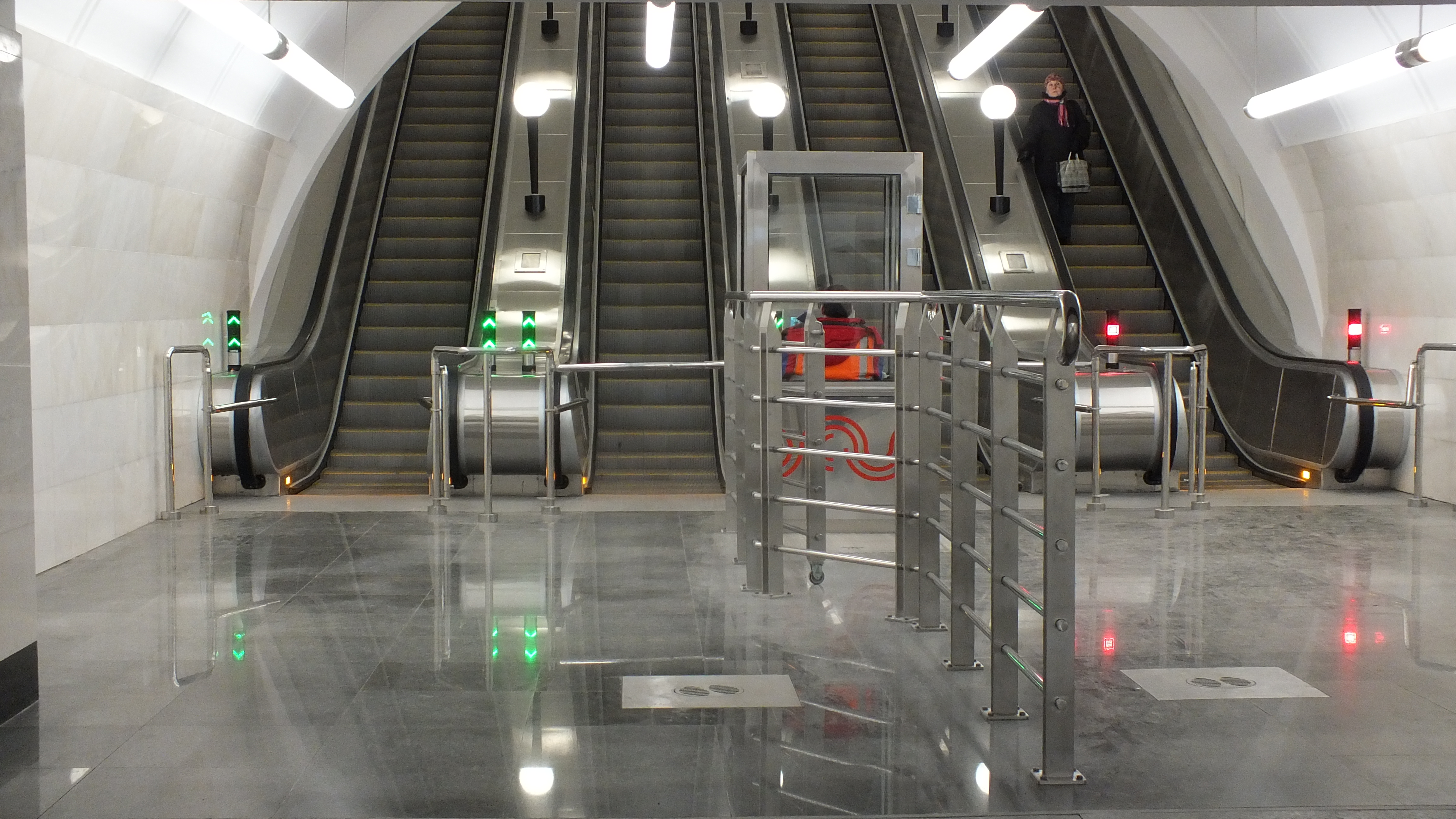
Эскалаторы на станции (южный выход)

## Наземный общественный транспорт
На этой станции можно пересесть на следующие маршруты городского пассажирского транспорта:
- Автобусы: 154, 194, 238, 282, 477, с482, 524, т36